# Elena Bissolati
Elena Bissolati (* 10. Januar 1997 in Cremona) ist eine italienische Radsportlerin, die vorrangig auf der Bahn aktiv ist.

## Sportlicher Werdegang
Elena Bissolati kam durch ihren älteren Bruder Marco zum Radsport. Zunächst fuhr sie Rennen auf der Straße. Der bekannte italienische Trainer und Radsportfunktionär Daniele Fiorin animierte sie dazu, auf die Bahn zu wechseln.
Seit 2014 ist Elena Bissolati international im Radsport aktiv. In diesem Jahr wurde sie Junioren-Europameisterin im Scratch. Im Jahr darauf konnte sie diesen Erfolg wiederholen, außerdem errang sie gemeinsam mit Miriam Vece bei den Junioren-Weltmeisterschaften die Bronzemedaille im Teamsprint. 2016 fuhr sie eine Saison lang für das Team BePink hauptsächlich auf der Straße.
In den folgenden Jahren blieb Bissolati ohne größere Erfolge. 2020 wurde sie italienische Meisterin der Elite im Keirin. 2023 startete sie als Pilotin der sehbehinderten Sportlerin Chiara Colombo bei den Paracycling-Bahnweltmeisterschaften in Glasgow und errang im Mixed-Sprint der B-Kategorie mit ihr und mit Stefano Meroni und Francesco Ceci die Silbermedaille.

## Erfolge

### Bahn
2014
- Junioren-Europameisterin – Scratch
- Italienische Junioren-Meisterin – Sprint, Keirin, Teamsprint (mit Miriam Vece)

2015
- Junioren-Weltmeisterschaft – Teamsprint (mit Miriam Vece)
- Junioren-Europameisterin – Scratch
- Junioren-Europameisterschaft – Teamsprint (mit Miriam Vece)

2020
- Italienische Meisterin – Keirin

### Paracycling (Bahn)
2023
- Weltmeisterschaft – Teamsprint (Mixed) (mit Chiara Colombo, Stefano Meroni und Francesco Ceci)

## Teams
- 2016 BePink